# فوزي مهدي (وزير)
فوزي المهدي هو طبيب وسياسي تونسي، من مواليد 6 ديسمبر 1960 في صفاقس. يشغل منصب وزير الصحة العامة منذ عام 2020. فوزي مهدي متزوج وله ثلاثة أولاد.
تخرج من كلية الطب في صفاقس عام 1987، وتم تجنيده في القوات المسلحة عام 1990 كرئيس طبي ثم للوحدة التونسية في رواندا عام 1994. المكتب الإحصائي ثم مكتب إدارة المعلومات الطبية وينسق الأنشطة الفنية.
انتدب إلى وزارة الصحة العامة بين مارس 2014 ومايو 2018، حيث ساعد بشكل خاص في تنمية الموارد البشرية، ورقمنة المؤسسات الصحية (الصحة الإلكترونية) وتنفيذ برنامج تعزيز المناطق ذات الأولوية من قبل الأطباء المتخصصين.
وهو أيضًا أستاذ مشارك في الطب الوقائي والمجتمعي بكلية الطب بتونس من أكتوبر 2014 ومدير الخدمات الفنية والتدريب والبحث الطبي بالإدارة العامة للصحة العسكرية اعتبارًا من يوليو 2018.